# Макович Михайло (молодший)
Михайло Тадеуш Макович (1892, Львів — ?) — інженер, архітектор. 

## Біографія
Народився 1892 року у Львові в українській родині будівничого Михайла Маковича. Як доброволець брав участь в Українсько-польській війні на польській стороні. Пізніше в Інженерно-саперному відділі під час Польсько-радянської війни. Закінчив Львівську політехніку, 1928 року отримав диплом інженера. Спільно з братом Олександром Маковичем заснував будівельну фірму. Спеціалізувався на промисловому будівництві. Проживав у Львові на вулиці Вороновських (нині Колесси), 14.
Роботи
- Гробівець Юзефа Райтера на Янівському цвинтарі (пом. 1918).[4]
- Проект меліорації маєтку Шренськ біля Млави, площею бл. 500 га. Шлюзи та водяний млин там же.[1]
- Низка споруд фабрики «Pellis» у Львові. Корпус для сушки шкір із системою вентиляції розрахованою на потік бл. 20 тис. м³ на годину, очисні споруди, фабричний комин висотою 30 м.[1]
- Колодязь, залізобетонний водозбірник і комин висотою 35 м для офіцерської лазні у Перемишлі.[1]
- Проект і керівництво спорудженням корпусів фабрики «Oikos» в Рясному (тепер фанерний завод), загальною площею бл. 3000 м².
- Вілли на вулиці Глінки та Квітневій, 2 у Львові.[1]
- Прибутковий дім на вулиці Мельника, 10 у Львові.[1]
- Насосна станція у Львові на розі вулиць Янівської (тепер Шевченка) і На блонях (не існує). Проект Вітольда Мінкевича, статичні обчислення Адама Курилла, будувала спілка Олександра та Михайла Маковичів у 1932–1933 роках.[5]
- Житлові будинки для бездомних на Малому Голоску у Львові (1937, спільно з братом Олександром Маковичем).[6]